# Mystaria budongo
Mystaria budongo Lewis & Dippenaar-Schoeman, 2014 è un ragno appartenente alla famiglia Thomisidae.

## Etimologia
Il nome proprio della specie ricorda la foresta di Budongo, nella provincia dell'Uganda centroccidentale di Masindi 

## Caratteristiche
Negli esemplari maschili rinvenuti la lunghezza totale è di 2,70-2,90 mm; la lunghezza del cefalotorace è di 1,22-1,37 mm e la sua larghezza è di 1,18-1,28 mm

## Distribuzione
La specie è stata reperita nelle Repubblica Democratica del Congo, in Kenya, in Ruanda e in Uganda

## Tassonomia
Al 2014 non sono note sottospecie e dal 2014 non sono stati esaminati nuovi esemplari.